# Gail Teixeira

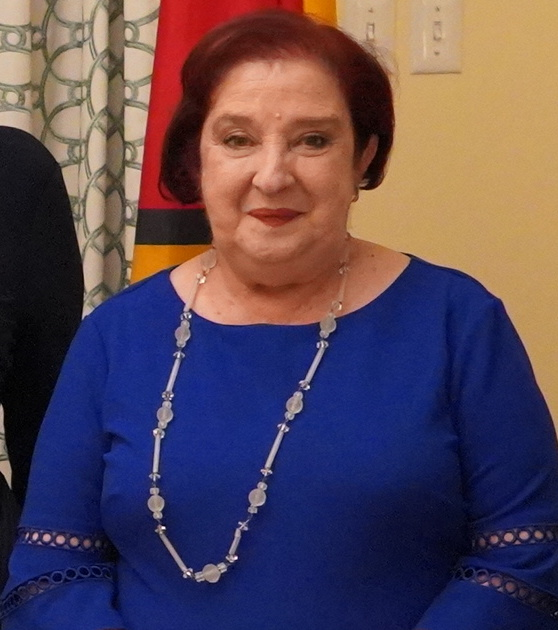
Gail Teixeira em 2022

Gail Teixeira (nascida em 18 de julho de 1952) é uma política guianense. Desde agosto de 2020, ela ocupou o cargo de ministra de assuntos parlamentares e governança na Guiana

## Carreira
Teixeira iniciou a sua carreira política como Secretária do Partido Popular Progressista. Durante esse período, ela foi secretária pessoal do Presidente Cheddi Jagan, da Organização das Mulheres Progressistas. Entre 1977 e 1992, foi membro da Assembleia Nacional. Depois de um longo mandato como MP, ela foi nomeada ministra sénior da saúde do governo da Guiana. Posteriormente, Teixeira serviu como ministra da Cultura, Juventude e Desporto da Guiana. Em 5 de agosto de 2020, ela foi nomeada ministra de assuntos parlamentares e governança pelo presidente Irfaan Ali.